# Antonio Marziale
Antonio Marziale (Pittsburgh, 5 d'abril de 1997) és un actor estatunidenc, més conegut per interpretar a Elliot a la pel·lícula original de Netflix  Alex Strangelove. També interpreta el personatge de Benicio a la popular sèrie YouTube de Brian Jordan Alvarez, The Gay and Wondrous Life of Caleb Gallo.

## Biografia i carrera
El seu pare és italià i la seva mare és de Toronto, Ontario, Canadà. Va assistir a The American School in Switzerland i va assistir a la Carnegie Mellon University quan tenia 16 anys. més del seu paper a Alex Strangelove, el 2017 va protagonitzar Daryn Boston a l'episodi de la 12a temporada "The Memory Remains" de la sèrie de terror fantàstic Supernatural. També interpreta Isaac Bancroft a la popular sèrie distòpica de Netflix Altered Carbon. El 2022 va guanyar el premi al millor curtmetratge en la XXVII edició de la Fire!! Mostra Internacional de Cinema Gai i Lesbià de Barcelona amb Starfuckers.

## Filmografia
| Any         | Títol                                    | Paper          | Notes                                             |
| ----------- | ---------------------------------------- | -------------- | ------------------------------------------------- |
| 2013        | Robinson                                 | Brian          | Curtmetratge                                      |
| 2015, 2017  | Project Mc2                              | Prince Xander  | Paper principal (Part 1) Paper recurrent (Part 4) |
| 2016        | The Gay and Wondrous Life of Caleb Gallo | Benicio        | Paper principal                                   |
| 2017        | Supernatural                             | Daryn Boston   | Episodi: "The Memory Remains"                     |
| 2018        | Altered Carbon                           | Isaac Bancroft |                                                   |
| 2018        | Alex Strangelove                         | Elliot         |                                                   |
| 2020        | Fall to Fame                             | Will           | Curtmetratge                                      |
| Starfuckers | Director                                 | Curtmetratge   |                                                   |